# Лионский жестовый язык
Лионский жестовый язык (Langue des signes lyonnaise) — старинный жестовый язык Франции. У лионского нет взаимопонятности и, возможно, он не имеет никакого отношения к французскому жестовому языку, который был развит в Париже. Количество носителей в данное время не подтверждено.

## Классификация
Уиттман (1991) утверждает, что лионский жестовый язык является изолированным ("прототип" жестового языка).
Далее Уиттман полагает, что лионский жестовый язык дал рост бельгийскому жестовому языку, из которых на сегодняшний день есть два диалекта, которые рассматриваются как отдельные языки: фламандский жестовый язык и бельгийский жестовый язык.